# Béga
A Béga (románul és németül Bega, szerbül Бегеј / Begej) folyó a Bánságban, a Tisza bal oldali mellékfolyója. Romániát és Szerbiát (a Vajdaságot) érinti.

## Földrajz
A Nagy-Béga (Bega Luncanilor) és a Kis-Béga (Pojéni, Bega Poieni) patak összefolyásából keletkezik Kurtyánál. Mindkét patak a Ruszka-havas északnyugati oldalán ered, a Nyugati-Kárpátokban, Romániában. A Béga előbb északnak tart, majd Marzsina után nyugati irányba fordul. Átfolyik Facsádon és Temesváron. Ezután délnyugati irányba folyik. Szerbiában áthalad Nagybecskereken. Végül Titel mellett ömlik a Tiszába. Hossza 254 km, vízgyűjtő területe 2878 km².
Borovszky Samu szerint:
A Bega folyó a 18. század elején egészen vad és rendezetlen állapotban kalandozta be Temes- és Torontál vármegye síkjait és miután vármegyénk határán Papdnál (Bobda) magába vette a Beregszó patakot, azon túl igen nagy területeket állandóan víz alatt tartott, úgy hogy a Csene, Zsombolya, Csernye, Udvarnok, Begaszentgyörgy, Párdány, Ivánd, Torontáldinnyés községek közé eső kb. 200.000 holdnyi területen rendesen csak posványok és nádtermő rétek voltak. Csak Bégafőnél (Klekk) bújt ki a folyó ismét a nagy rétségből és határozottabb mély mederben folyt tovább, Nagybecskereket és Ecsehidát (Écska) érintve, de Ecsehidán alul már ismét a Tisza árterébe jutott és ennek árvizeivel egyesülve, Perlaszon felül ismét nagy mocsárba, az úgynevezett Beloblatóba veszett el, melyből csak a Tiszának alacsonyabb vízállásakor nyert kedvező lefolyást. (...)

Báró Mercy Claudius Florimund tábornok, a temesi bánság első kormányzója, a ki 1716-ban, Temesvár visszavétele után e vidék adminisztrácziójának vezetője lett, elsősorban a Bega folyó rendezését kezdte meg, mert a töröktől visszahódított és temesi bánságnak elnevezett terület főhelyét, Temesvárt leginkább ez érdekelte. E várost csakis a Bega vizeinek szabályozásával lehetett rendesen megerősíteni és fejleszteni.
A 18-19. században a folyami szabályozások keretében két párhuzamos csatornát ástak ki: a délebbi Béga hajózási csatornát (röviden: Béga-csatornát), amibe a folyó vizét terelték és az északabbi Béga lecsapoló csatornát, amely a Lippai-dombság patakjainak és az egykori mocsarak vizét gyűjti össze. Az eredeti meder, az Ó-Béga egyes szakaszai a lecsapoló csatornára kapcsolódtak, mások kiszáradtak.
A hajózó csatornán két vízszintszabályozó van: Szerbittabénál és Bégafőnél. 2008-ban a hajózócsatorna elhanyagolt, eliszaposodott állapotban volt, eredeti funkcióját nem töltötte be. Szakértői vélemény szerint a víz annyira szennyezett volt, hogy a fürdést megtiltották benne, mivel az iszap mérgező anyagokat tartalmazott.
Ez a helyzet megváltozott 2022-ben. Románia és Szerbia közötti határ menti együttműködési program keretében 14 millió euróból újították fel a Vajdaságban a felsőittebei (Srpski Itebej) és a bégafői (Klek) zsilipet, a Bánságban pedig a románszentmihályit. Emellett kikotorták a csatorna medrét, és megvásárolták a folyamatos karbantartáshoz szükséges kotróhajókat. Az Európai Unió 11 millió euróval támogatta a Bánsági Vízmedence Vízügyi Igazgatósága (ABAB) által koordinált projektet, a fennmaradó részt helyi forrásokból fedezték. A támogatás felét Szerbiában, másik felét Romániában használták fel. A tervek szerint 2023 végéig a két ország határátkelőhelyet nyit a Béga csatorna mellett, amelyen a Béga töltésére épített kerékpárúton haladók is átléphetik majd a határt.

## Települések a folyó mentén

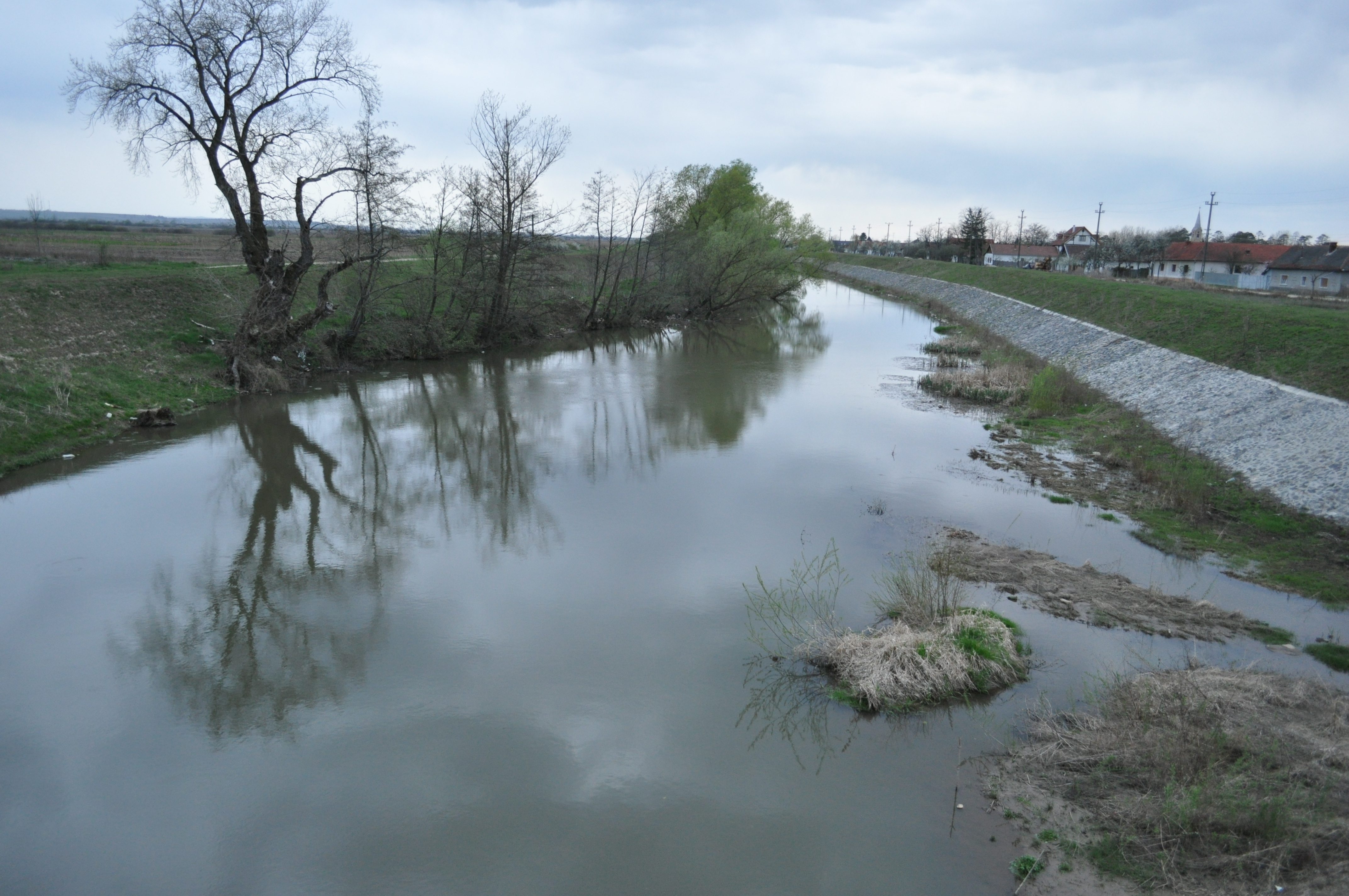
A folyó Bethlenháza mellett

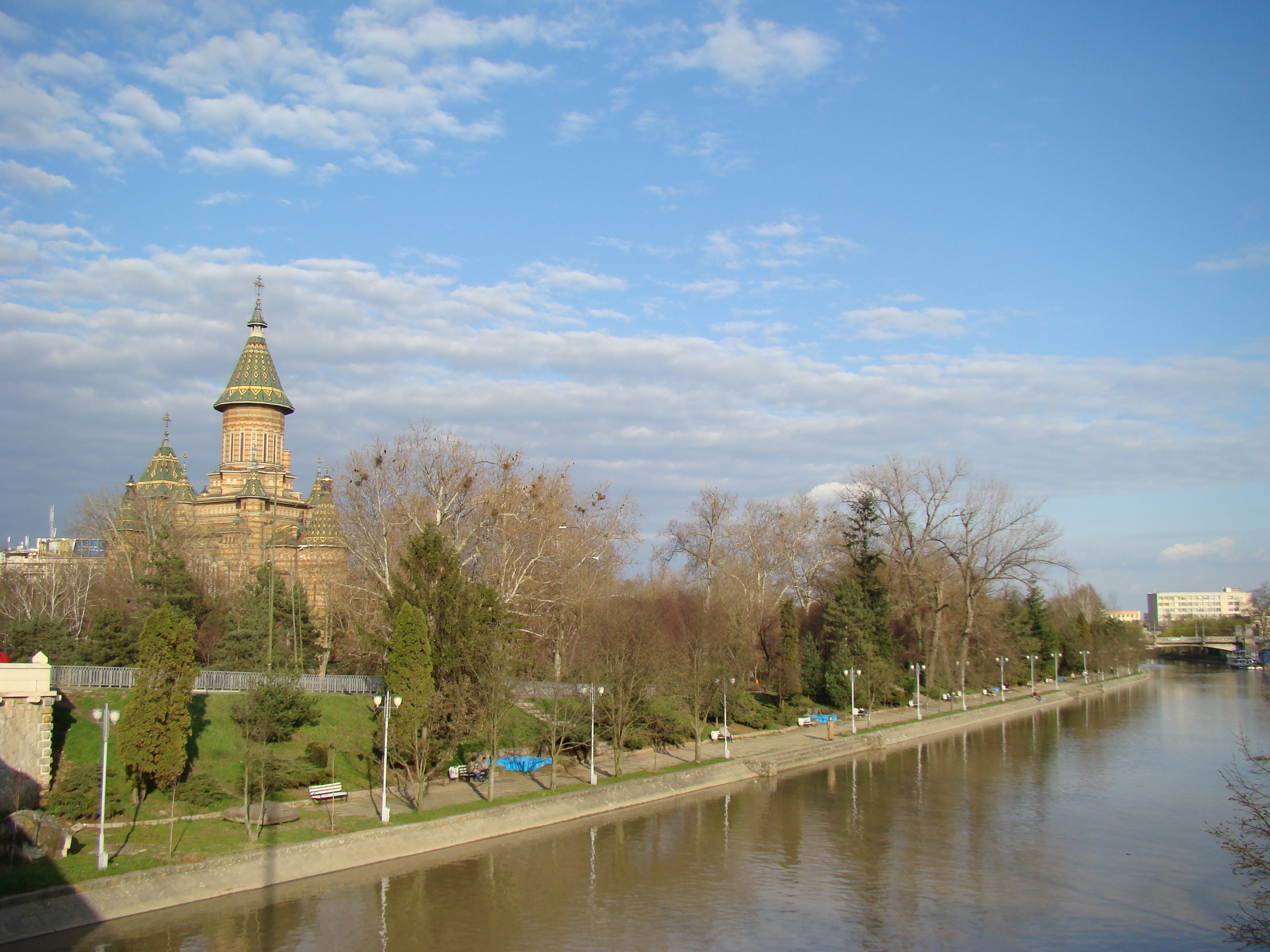
Temesvár

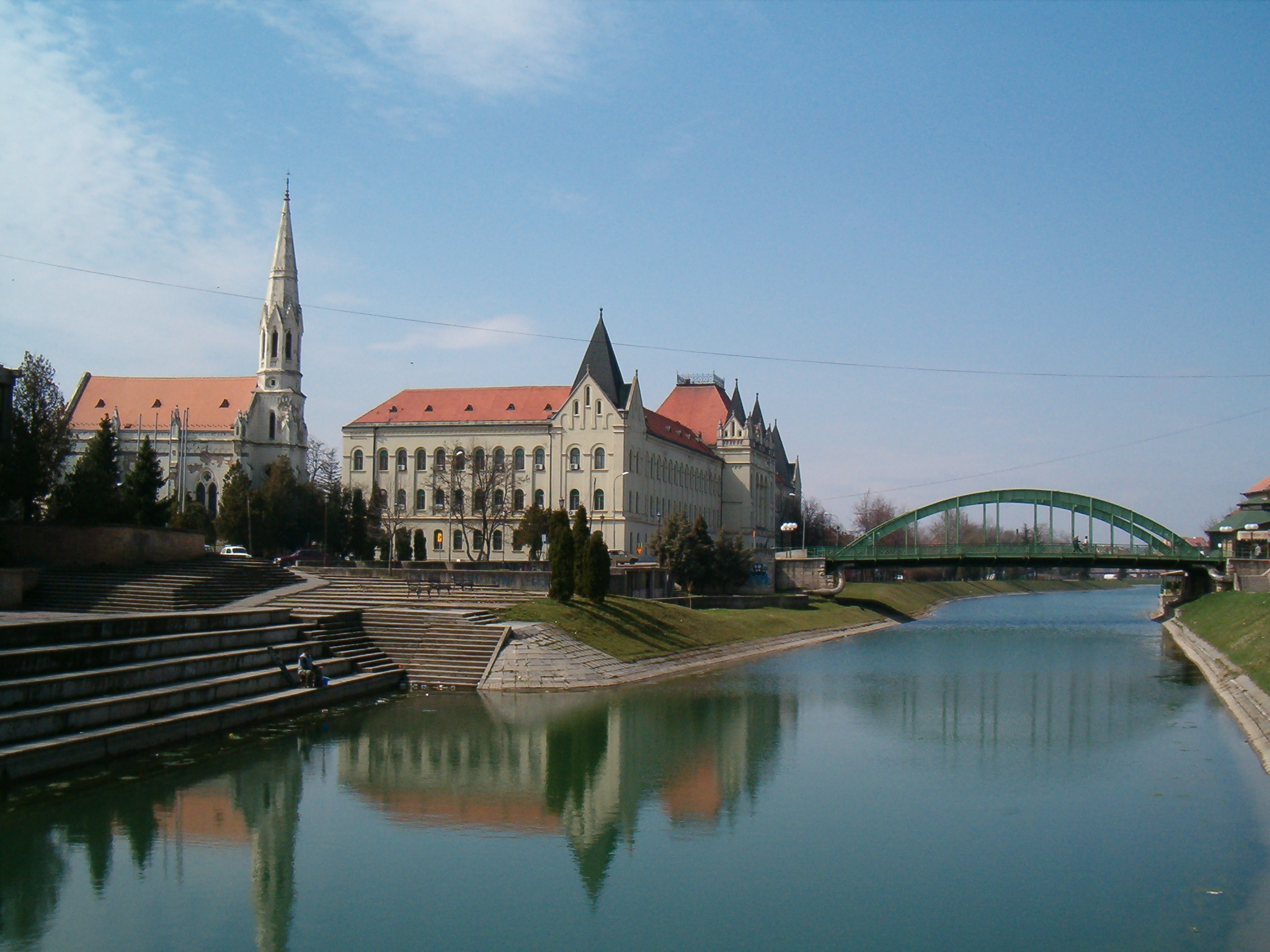
A folyó Nagybecskereknél

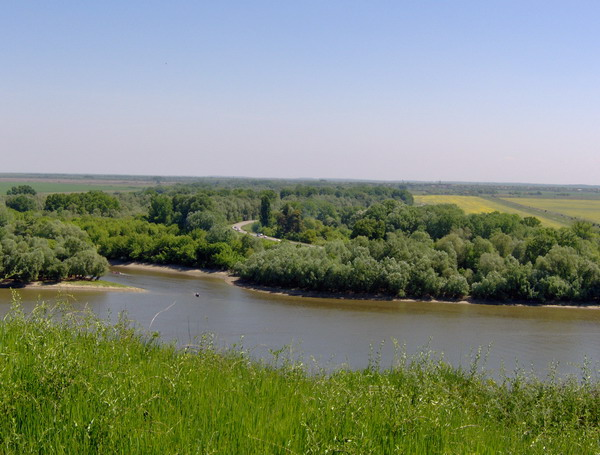
A Béga tiszai torkolata

(Zárójelben a román illetve szerb név szerepel.)
Romániában:
- Kurtya (Curtea)
- Marzsina (Margina)
- Bégaszentes (Sintești)
- Temeres (Temerești)
- Facsád (Făget)
- Kisbékés (Bichigi)
- Bázosd (Begheiu Mic)
- Rekettyő (Răchita)
- Bégamonostor (Mănăștiur)
- Lőkösfalva (Leucușești)
- Bethlenháza (Bethausen)
- Gutonya (Cutina)
- Nagybodófalva (Bodo)
- Bálinc (Balinț)
- Kiszető (Chizătău)
- Iktár-Budinc (Ictar-Budinți)
- Kistopoly (Topolovățu Mic)
- Temesrékas (Recaș)
- Temesremete (Remetea Mare)
- Győröd (Ghiroda)
- Temesvár (Timișoara)
- Ötvény (Utvin)
- Bégaszentmihály (Sânmihaiu Român)
- Újvár (Uivar)
- Ótelek (Otelec)

Szerbiában:
- Tamásfalva / Hetény (Hetin)
- Szerbittabé (Srpski Itebej)
- Magyarittabé (Novi Itebej)
- Torák (Torak)
- Begaszentgyörgy (Žitište)
- Törzsudvarnok (Banatski Dvor)
- Szentmihály (Mihajlovo)
- Jankahíd (Jankov Most)
- Begafő (Klek)
- Nagybecskerek (Zrenjanin)
- Felsőmuzslya (Mužlja)
- Écska (Ečka)
- Lukácsfalva (Lukino Selo)
- Perlasz (Perlez)

## Mellékvizek
Jelentősebb mellékvizei
- Bega Luncanilor River
- Ó-Béga
- Galațca River
- Temeșiț River
- Coșteiu-Chizătău Canal
- Nieregiș River
- Șopot River
- Gherteamoș River
- Miniș River
- Bălășina River
- Hezeriș River
- Bistra Orășenilor River
- Timișel River
- Bucovăț River
- Bega Poieni River
- Behela River
- Bunea River
- Chizdia River
- Cladova River
- Fântâneaua Rece River
- Fădimac River
- Gladna River
- Homojdia River
- Icui River
- Mociur River
- Năndrăneasca River
- Potoc-Remetea River
- Pârâul Carpenului
- Rastova River
- Vale River
- Vădana River
- Zidileasca River
- Zopana River